# Liste der Monuments historiques in Chavanges
Die Liste der Monuments historiques in Chavanges führt die Monuments historiques in der französischen Gemeinde Chavanges auf.

## Liste der Immobilien
| Bezeichnung       | Beschreibung                                  | Standort                                | Kennzeichnung | Schutzstatus | Datum | Bild           |
| ----------------- | --------------------------------------------- | --------------------------------------- | ------------- | ------------ | ----- | -------------- |
| Wohnhaus          | Fachwerkhaus, 16. Jahrhundert                 | Chavanges, 2 rue du Gilliard (Lage)     | PA00078082    | Inscrit      | 1928  |                |
| Kirche St-Georges | ab dem 12. Jahrhundert                        | Chavanges, place de l’Église (Lage)     | PA00078080    | Classé       | 1907  | weitere Bilder |
| Kirche St-Gengoul | Chor aus dem 16. Jahrhundert, Schiff von 1782 | Chasséricourt, rue Saint-Gengoul (Lage) | PA00078081    | Inscrit      | 1988  | weitere Bilder |

## Liste der Objekte
| Bezeichnung                                                               | Beschreibung | Standort                                       | Kennzeichnung | Schutzstatus   | Datum | Bild           |
| ------------------------------------------------------------------------- | --- | ---------------------------------------------- | ------------- | -------------- | ----- | -------------- |
| Orgel                                                                     | Haupteintrag für PM10003631                                                                                         | Chavanges, in der Kirche St-Georges (Lage)     | PM10004975    | Inscrit        | 1985  |                |
| Instrumentalteil der Orgel                                                | 1879 von Charles und Frédéric Rolin gebaut                                                                          | Chavanges, in der Kirche St-Georges (Lage)     | PM10003631    | Inscrit        | 1985  |                |
| Skulptur Christus in der Rast                                             | Holz, farbig gefasst, 16. Jahrhundert; auf Kalksteinsockel, bezeichnet 1702                                         | Chavanges, in der Kirche St-Georges (Lage)     | PM10000557    | Classé         | 1908  |                |
| Herz-Jesu-Altar                                                           | Retabel: Holz, farbig gefasst und vergoldet, 1642; zugehörig PM10003098                                             | Chavanges, in der Kirche St-Georges (Lage)     | PM10000569    | Classé         | 1975  |                |
| Gemälde Christus und die barmherzigen Werke des heiligen Vinzenz von Paul | Ölfarbe auf Leinwand, 1642                                                                                          | Chavanges, in der Kirche St-Georges (Lage)     | PM10003098    | Classé         | 1975  |                |
| Prozessionsstab                                                           | Holz, vergoldet, 18. Jahrhundert                                                                                    | Chavanges, in der Kirche St-Georges (Lage)     | PM10003622    | Inscrit        | 1973  |                |
| Altar der Taufkapelle                                                     | Altartisch, Tabernakel und Retabel; Holz, farbig gefasst und vergoldet, 18. Jahrhundert; zugehörig PM10003711       | Chasséricourt, in der Kirche St-Gengoul (Lage) | PM10003690    | Inscrit        | 1978  |                |
| Gemälde Mariä Himmelfahrt und die Heiligen Rochus und Sebastian           | Ölfarbe auf Leinwand, 18. Jahrhundert                                                                               | Chasséricourt, in der Kirche St-Gengoul (Lage) | PM10003711    | Inscrit        | 1978  |                |
| Nikolausaltar                                                             | Holz, farbig gefasst, 17. Jahrhundert; zugehörig PM10000575                                                         | Chasséricourt, in der Kirche St-Gengoul (Lage) | PM10003102    | Classé         | 1977  |                |
| Gemälde Heiliger Nikolaus                                                 | Ölfarbe auf Leinwand, 17. Jahrhundert                                                                               | Chasséricourt, in der Kirche St-Gengoul (Lage) | PM10000575    | Classé         | 1977  |                |
| Gemälde Enthauptung des heiligen Georg                                    | Ölfarbe auf Leinwand, 17. Jahrhundert; verschwunden                                                                 | Chavanges, in der Kirche St-Georges (Lage)     | PM10003623    | Inscrit        | 1973  |                |
| Georgsaltar                                                               | Retabel; Holz, vergoldet, 18. Jahrhundert                                                                           | Chavanges, in der Kirche St-Georges (Lage)     | PM10003625    | Inscrit        | 1974  |                |
| Skulptur Madonna mit Kind (1)                                             | Holz, farbig gefasst und vergoldet, 16. Jahrhundert                                                                 | Chavanges, in der Kirche St-Georges (Lage)     | PM10000558    | Classé         | 1908  |                |
| Adlerpult (1)                                                             | Holz, vergoldet, zweite Hälfte des 18. Jahrhunderts                                                                 | Chavanges, in der Kirche St-Georges (Lage)     | PM10000560    | Classé         | 1908  |                |
| Skulptur Heiliger Antonius                                                | Holz, farbig gefasst, 16. Jahrhundert; gestohlen                                                                    | Chavanges, in der Kirche St-Georges (Lage)     | PM10000566    | Classé         | 1960  |                |
| Sebastiansaltar                                                           | Retabel: Holz, farbig gefasst, 18. Jahrhundert; zugehörig PM10003100 und PM10003101                                 | Chavanges, in der Kirche St-Georges (Lage)     | PM10000572    | Classé         | 1975  |                |
| Gemälde Martyrium des heiligen Sebastian                                  | Ölfarbe auf Leinwand, 18. Jahrhundert                                                                               | Chavanges, in der Kirche St-Georges (Lage)     | PM10003100    | Classé         | 1975  |                |
| Skulptur Heiliger Sebastian                                               | Holz, farbig gefasst, 18. Jahrhundert                                                                               | Chavanges, in der Kirche St-Georges (Lage)     | PM10003101    | Classé         | 1975  |                |
| Skulptur Unetrweisung Mariens                                             | Kalkstein, farbig gefasst, 16. Jahrhundert                                                                          | Chasséricourt, in der ehemaligen Mairie (Lage) | PM10003441    | Classé         | 1995  |                |
| Hauptaltar                                                                | Retabel: Holz, farbig gefasst und vergoldet, 1762; zugehörig PM10000562                                             | Chavanges, in der Kirche St-Georges (Lage)     | PM10003097    | Classé         | 1960  |                |
| Gemälde Der heilige Georg zerstört die Götzenbilder                       | Ölfarbe auf Leinwand, vor 1684, von Jean Chabouillet                                                                | Chavanges, in der Kirche St-Georges (Lage)     | PM10000562    | Classé         | 1960  |                |
| Rosenkranzaltar                                                           | Retabel: Holz, farbig gefasst und vergoldet, 1656; zugehörig PM10000570                                             | Chavanges, in der Kirche St-Georges (Lage)     | PM10003099    | Classé         | 1975  |                |
| Gemälde Einsetzung des Rosenkranzes                                       | Ölfarbe auf Leinwand, 1656 von Jacques de Létin                                                                     | Chavanges, in der Kirche St-Georges (Lage)     | PM10000570    | Classé         | 1975  |                |
| Prozessionsstab Heiliger Georg                                            | Holz, farbig gefasst und vergoldet, Anfang des 19. Jahrhunderts                                                     | Chavanges, in der Kirche St-Georges (Lage)     | PM10003628    | Inscrit        | 1973  |                |
| Expositionsnische                                                         | Holz, vergoldet, 18. Jahrhundert                                                                                    | Chavanges, in der Kirche St-Georges (Lage)     | PM10003629    | Inscrit        | 1973  |                |
| Zwei Hocker                                                               | Holz, Stoff, 18. Jahrhundert                                                                                        | Chavanges, in der Kirche St-Georges (Lage)     | PM10003630    | Inscrit        | 1974  |                |
| Skulptur Madonna mit Kind (2)                                             | Holz, farbig gefasst und vergoldet, 16. Jahrhundert                                                                 | Chavanges, in der Kirche St-Georges (Lage)     | PM10000564    | Classé         | 1960  |                |
| Kanzel                                                                    | Holz, 17. Jahrhundert                                                                                               | Chavanges, in der Kirche St-Georges (Lage)     | PM10000571    | Classé         | 1975  |                |
| Weiheinschrift der Kirche                                                 | Holz, bemalt, bezeichnet 1554                                                                                       | Chavanges, in der Kirche St-Georges (Lage)     | PM10000573    | Classé         | 1975  |                |
| Sechs Kirchenfenster                                                      | eines bezeichnet 1529                                                                                               | Chasséricourt, in der Kirche St-Gengoul (Lage) | PM10000574    | Classé         | 1894  |                |
| Bank des Kirchenvorstands                                                 | Holz, 17. Jahrhundert                                                                                               | Chavanges, in der Kirche St-Georges (Lage)     | PM10003620    | Classé         | 1973  |                |
| Adlerpult (2)                                                             | Holz, vergoldet, um 1800                                                                                            | Chasséricourt, in der Kirche St-Gengoul (Lage) | PM10003692    | Inscrit        | 1977  |                |
| Kruzifix (1)                                                              | Holz, farbig gefasst, 17. Jahrhundert                                                                               | Chavanges, in der Kirche St-Georges (Lage)     | PM10000559    | Classé         | 1908  |                |
| Sessel                                                                    | Holz, Stoff, zweite Hälfte des 18. Jahrhunderts                                                                     | Chavanges, in der Kirche St-Georges (Lage)     | PM10000561    | Classé Inscrit | 1956  |                |
| Skulptur Madonna mit Kind (3)                                             | Holz, farbig gefasst und vergoldet, 14. Jahrhundert                                                                 | Chavanges, in der Kirche St-Georges (Lage)     | PM10000563    | Classé         | 1960  |                |
| Skulptur Heilige Katharina                                                | Holz, farbig gefasst und vergoldet, 16. Jahrhundert                                                                 | Chavanges, in der Kirche St-Georges (Lage)     | PM10000565    | Classé         | 1960  |                |
| Reliquienmonstranz                                                        | Kalkstein, farbig gefasst, 17. Jahrhundert                                                                          | Chavanges, in der Mairie (Lage)                | PM10003015    | Classé         | 1991  |                |
| Zwei Kredenzen                                                            | Holz, bemalt und vergoldet, 18. und 19. Jahrhundert                                                                 | Chavanges, in der Kirche St-Georges (Lage)     | PM10003624    | Inscrit        | 1973  |                |
| Kruzifix (2)                                                              | Holz, farbig gefasst, bezeichnet 1682                                                                               | Chasséricourt, in der Kirche St-Gengoul (Lage) | PM10003691    | Inscrit        | 1977  |                |
| Prozessionsstab Heiliger Gangolf                                          | Holz, farbig gefasst und vergoldet, 18. Jahrhundert                                                                 | Chasséricourt, in der Kirche St-Gengoul (Lage) | PM10003693    | Inscrit        | 1977  |                |
| Zwei Prozessionsstäbe                                                     | Holz, farbig gefasst und vergoldet, 19. Jahrhundert; ein Stab zerstört                                              | Chasséricourt, in der Kirche St-Gengoul (Lage) | PM10003694    | Inscrit        | 1977  |                |
| Kirchenfenster                                                            | aus dem 16. Jahrhundert; mit Darstellungen unter anderem der Marienkrönung und der Apokalypse (nach Albrecht Dürer) | Chavanges, in der Kirche St-Georges (Lage)     | PM10000556    | Classé         | 1894  | weitere Bilder |
| Skulptur Heiliger Nikolaus                                                | Holz, farbig gefasst und vergoldet, 16. Jahrhundert                                                                 | Chavanges, in der Kirche St-Georges (Lage)     | PM10000567    | Classé         | 1960  |                |
| SkulpturJohannes der Täufer                                               | Holz, farbig gefasst und vergoldet, 16. Jahrhundert                                                                 | Chavanges, in der Kirche St-Georges (Lage)     | PM10000568    | Classé         | 1960  |                |
| Annenaltar                                                                | Retabel: Holz, farbig gefasst, bezeichnet 1677; zugehörig PM10003639                                                | Chavanges, in der Kirche St-Georges (Lage)     | PM10003621    | Inscrit        | 1973  |                |
| Gemälde Anna, Joachim und Maria                                           | Ölfarbe auf Leinwand, 18. Jahrhundert                                                                               | Chavanges, in der Kirche St-Georges (Lage)     | PM10003639    | Inscrit        | 1973  |                |
| Reliquienbüste Heiliger Georg                                             | Holz, farbig gefasst, Glas, 18. Jahrhundert                                                                         | Chavanges, in der Kirche St-Georges (Lage)     | PM10003626    | Inscrit        | 1973  |                |
| Gemälde Johannes Evangelist                                               | Ölfarbe auf Leinwand, 17. Jahrhundert                                                                               | Chavanges, in der Kirche St-Georges (Lage)     | PM10003627    | Inscrit        | 1973  |                |